# Ворја
Ворја (рус. Воря) река је у европском делу Русије која протиче преко територија Московске, Смоленске и Калушке области и лева је притока реке Угре (део басена Оке, Волге и Каспијског језера).
Извире код села Њекрасово на подручју Московске области, у географској целини Московског побрђа, тече ка југу и југозападу и улива се након 167 km тока у реку Угру, као њена лева притока (на њеном 154. километру низводно од ушћа).
Површина басена Ворје је 1.530 km². Типична је равничарска река, са интензивним меандрирањем корита. Углавном има нивални режим храњења. Под ледом је од новембра до почетка априла.
Њене обале су ретко насељене и обрасле густим јелово-брезовим шумама, те је веома популарна туристичка дестинација.